# Blue Chip (Acoustic Alchemy)
Blue Chip è il terzo album in studio del gruppo musicale britannico Acoustic Alchemy, pubblicato nel 1989.

## Tracce
1. Catalina Kiss
2. The Blue Chip Bop
3. Making Waves
4. With You in Mind
5. Bright Tiger
6. Ariane
7. Highland
8. Boulder Coaster
9. Hearts in Chains
10. No More Nachos (Por Favor)

## Formazione
- Mario Argandoña – percussioni
- Rainer Bruninghaus – piano, tastiera
- Greg Carmichael – chitarra
- Klaus Genuit – percussioni
- John Parsons – chitarra elettrica
- Bert Smaak – percussioni, batteria
- Klaus Sperber – basso
- Nick Webb – chitarra
- Karl Heinz Wiberny – sassofono, legni